# Sint-Dionysiuskerk (Putte)

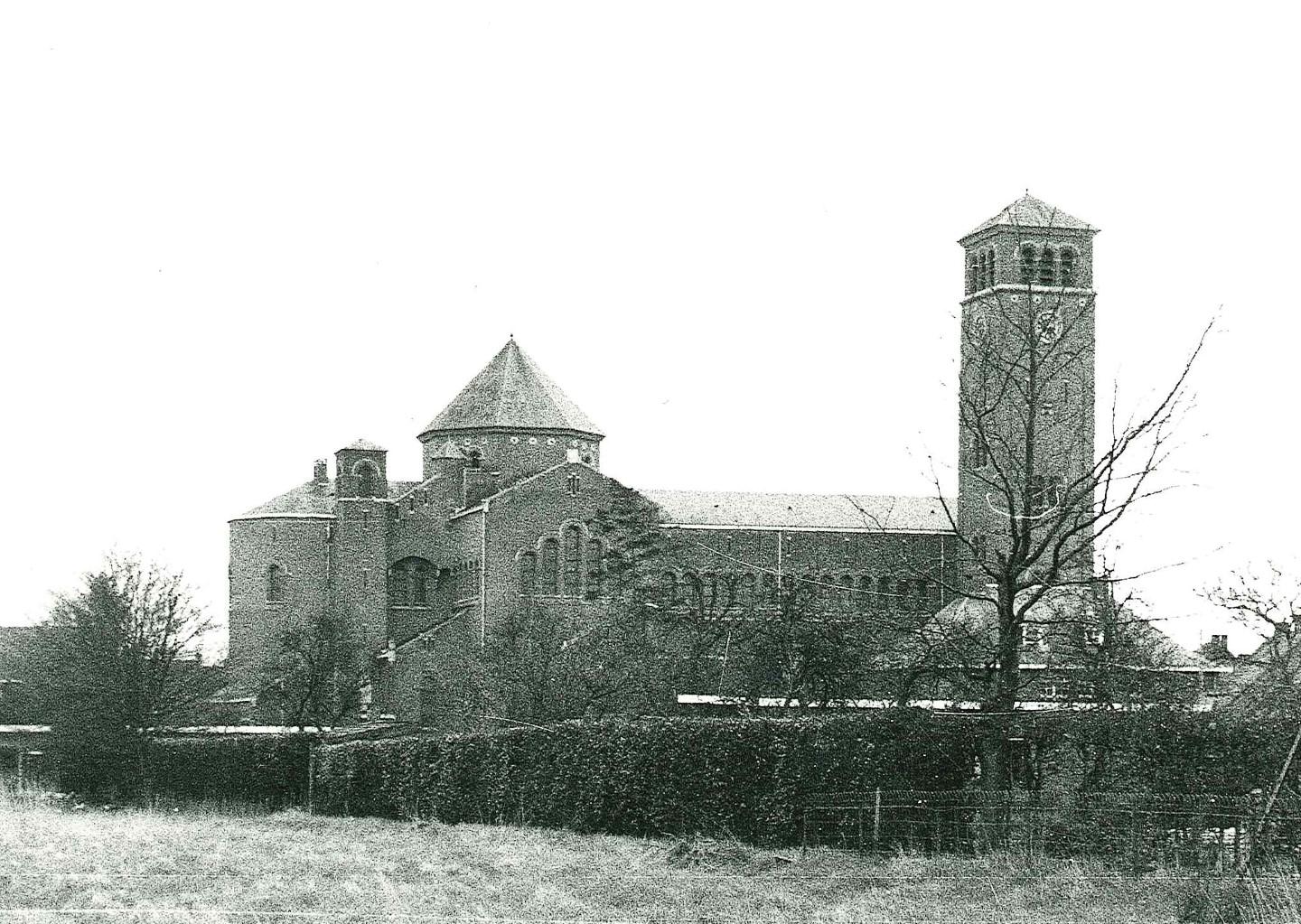
Sint-Dionysiuskerk

De Sint-Dionysiuskerk is de parochiekerk van het Belgische deel van de plaats Putte. De kerk is gelegen in de wijk Putte-Kapellen aan het Vincent Mercierplein.

## Geschiedenis
De eerste kapel van Putte stond op grondgebied dat nu bij Nederland hoort. Deze kapel was gewijd aan Sint-Elisabeth. Tijdens de Tachtigjarige Oorlog, 2e helft 16e eeuw, werd de kapel verwoest. 
In 1648 kwam de huidige Belgisch-Nederlandse grens tot stand. De Noordelijke katholieken moesten toen van een grenskerk gebruik maken, waartoe aan de Zuidelijk gezinde kant een kapel werd gebouwd die in 1769 nog werd uitgebreid, door toedoen van Johannes Josephus Moretus. Deze kapel werd in 1842 verheven tot parochiekerk. In 1894 werd de kerk door brand getroffen en werd van 1897-1900 een nieuwe kerk gebouwd, welke gewijd werd aan Sint-Dionysius. Deze werd in 1940 opgeblazen door het Belgische leger.
Van 1947-1951 werd een nieuwe kerk gebouwd, naar ontwerp van Emiel Verschueren. Het is een bakstenen georiënteerde kerk in neoromaanse stijl met een ernaast gebouwde, vierkante toren.